# Carl Ramström
Carl August Ramström, född 19 december 1862 i Hällefors församling, Örebro län, död 21 september 1943 i Stockholm, var en svensk civilingenjör. Han var sonson till Claes Ramström.
Ramström blev student 1881 och avlade avgångsexamen från Tekniska högskolan 1885. Han tog 1886 anställning hos P.A. Norstedt & Söner och var chef för dess tekniska avdelning till 1913, då han blev verkställande direktör för det nybildade aktiebolaget Sveriges litografiska tryckerier, vilket han förblev till 1932. Ramström var stadsfullmäktig 1903–13 och ledamot i eller ordförande i flera kommunala kommittéer och styrelser. Som ordförande i Allmänna svenska boktryckareföreningen 1900–1914 hade Ramström en mycket krävande och viktig uppgift vid många löneförhandlingar och andra betydelsefulla avgöranden under dessa år. Från 1913 var Ramström ledamot av sociala rådet. Han var ledamot av statens arbetslöshetskommission 1914 och industrikommission 
1918. Ramström utgav A.-b. P.A. Norstedt & söner 1904, minnesblad.